# Enrique Alcatena
Enrique «Quique» Alcatena (Buenos Aires, 26 de febrero de 1957) es un artista, historietista e ilustrador argentino. Es conocido principalmente por su imaginería fantástica y surrealista, inspirada fuertemente por la mitología y los relatos folklóricos. Ha trabajado tanto para el mercado del noveno arte de su país como para el europeo y el norteamericano.

## Biografía
Desde pequeño Enrique Alcatena se interesó por la historieta. Dibujante autodidacta, entre sus influencias se cuentan a Carmine Infantino, Gil Kane, Stan Lee, Jack Kirby, Lucho Olivera y Barry Windsor Smith, entre otros.
Comenzó su carrera profesional alrededor de los 18 años y trabajando en Ediciones Récord como ayudante de Chiche Medrano, tarea que desempeñó entre 1975 y 1978. Es en la mítica revista Pif-Paf (también de la editorial Récord), donde publica su primer trabajo, Bushido, en 1976.
Antes de empezar a colaborar con la revista Anteojito, en 1982, había estado trabajando de manera independiente para el extranjero, más precisamente para Inglaterra. Allí publicaba series semanales, principalmente de temática histórica en revistas de la Editorial Thompson; también y hasta principios de los años 90 fue colaborador de la línea Starblazer, que consistía en libros de antología de historietas de ciencia ficción y género fantástico.
En la revista Anteojito trabajó hasta 1987, año en el cual volvió a colaborar con Récord. Con guion de Ricardo Barreiro, hizo los dibujos de La fortaleza móvil, que con los años se ha vuelto una obra de culto e incluso ha sido considerada como una precursora del mundo fantástico/medieval que se vería años después en Game of Thrones. Junto al mismo guionista también realizó El mago y Mundo subterráneo. Tiempo más tarde, Alfredo Scutti, editor de la revista Skorpio le presentaría al guionista Eduardo Mazzitelli, con quien iniciaría una de las duplas más prolíficas y celebradas de la historieta argentina, forjando una constante colaboración creativa que continúa al día de hoy.
A finales de los 80, comienza a trabajar para las dos principales editoriales norteamericanas, primero como entintador de la serie Hawkworld de DC Comics y más tarde como dibujante de Conan el Bárbaro para Marvel. También para DC Comics ilustró muchos de los números de una de las series principales de Batman que la editorial publicó regularmente (hasta 2015), Batman: Legends of the Dark Knight.
También para DC creó el argumento y el diseño visual del especial para Elseworlds ("Otros Mundos") Leatherwing, también conocida como Batman: Leatherwing, la cual fue publicada originalmente en Detective Comics Annual #7 en 1994. La historia autoconclusiva es una versión de las aventuras de Batman adaptada a un mundo en el que Bruce Wayne se ha convertido en un corsario inglés que durante la época dorada de la piratería en el Caribe pelea a muerte contra un demoníaco corsario llamado Joker, adopta a un joven ladrón de poca monta llamado Robin y se enamora de la peligrosa corsaria Gatúbela. Ilustrada por Alcatena y escrita por uno de sus habituales colaboradores, Chuck Dixon, se ha convertido en un clásico de la serie de Elseworlds, y la historia tuvo una continuación en The Batman Chronicles #11 (1998).

## Obras
- Acero líquido (con guion de Eduardo Mazzitelli)
- Alcatena Hallucinations (libro ilustrado)
- Alma (con guion de Néstor Barron)
- Babel. Los infinitos lenguajes de Alcatena (libro ilustrado y con reflexiones propias)
- Barlovento (con guion de Eduardo Mazzitelli)
- Bushido
- Comiendo piedras (con guion de Zanini)
- Daliem (con guion de Eduardo Mazzitelli)
- Dinastía maldita (con guiones de Eduardo Mazzitelli y Walter Slavich)
- Dioses y demonios (con guion de Eduardo Mazzitelli)
- Dugong y Manatí
- El alma hueca (con guion de Gustavo Schimpp)
- El asceta (con guion de Eduardo Mazzitelli y Walter Slavich)
- El indigno
- El libro secreto de Marco Polo
- El mago (con guion de Ricardo Barreiro)
- El mago 2 (con guion  de Ricardo Barreiro)
- El mundo subterráneo (con guion de Ricardo Barreiro)
- El príncipe del espanto (con guion de Eduardo Mazzitelli)
- El rey león (con guion de Eduardo Mazzitelli)
- El último combate (con guion de Ricardo Barreiro)
- El vencedor (con guion de Ponce)
- El viento rojo (con guion de Alfredo Julio Grassi)
- En banda (con guion de Gustavo Schimpp)
- Espejismo (con guion  de Ricardo Barreiro)
- Hexmoor (con guion de Eduardo Mazzitelli)
- Imperator (con guion de Eduardo Mazzitelli)
- Kairak (con guion de Walter Slavich)
- La estirpe Maralha (con guion de Eduardo Mazzitelli)
- La fortaleza móvil (con guion de Ricardo Barreiro)
- La luna del toro (con guion de Eduardo Mazzitelli)
- Los viajes de Faustus (con guion  de Eduardo Mazzitelli)
- Makabre (con guion de Alan Grant)
- Mambrú
- Merlín (con guion de Robin Wood)
- Metallum Terra (con guion de Eduardo Mazzitelli)
- Nuggu y los cuatro (con guion de Eduardo Mazzitelli)
- Pesadillas (con guion de Eduardo Mazzitelli)
- Shankar (con guion de Eduardo Mazzitelli)
- Soldados de piedra (con guion de Walter Slavich)
- Transmundo (con guion de Eduardo Mazzitelli)
- Travesía por el laberinto (con guion de Eduardo Mazzitelli)
- Ulrick, el negro (con guion de Ricardo Barreiro)
- Ulster (con guion de Robin Wood)
- Un vikingo (con guion de Alfredo Julio Grassi)
- Vanidad satisfecha (con guion de Gustavo Schimpp)

## DC
- Adventures of Superman Annual #9 (guion de John Rozum)
- Batman Chronicles #6, 11 (guion de Chuck Dixon)
- Batman of Arkham (guion de Alan Grant)
- Batman: Legends of the Dark Knight #89-90 (con guion de Alan Grant)
- Batman: Legends of the Dark Knight Annual #5. Wings (con guion de Chuck Dixon)
- Detective Comics Annual #7 (con guion de Chuck Dixon)
- Flash (vol. 2) Annual #13 (con guion de Chuck Dixon)
- Green Lantern (vol. 2) Annual #5 (con guion de Chuck Dixon)
- Green Lantern/Sinestro Corps Secret Files
- L.E.G.I.O.N '93 #51 (guion de Alan Grant)

## Marvel
- Conan #10-11´´ (guion de Larry Hama)
- Conan the Savage #1-6, 9
- What If? (vol. 2) #78
- X-Man #74-75 (guion de Steven Grant)